# Agrias falvibasis
Agrias falvibasis är en fjärilsart som beskrevs av Peter William Michael 1924. Agrias falvibasis ingår i släktet Agrias och familjen praktfjärilar. Inga underarter finns listade i Catalogue of Life.